# Паола (співачка)
Паго́на Караміціу (грец. Παγώνα Καραμήτσιου; нар. 25 червня 1982, Салоніки), відома як Па́ола (грец. Πάολα), до 2015 року Па́ола Фока́ (грец. Πάολα Φωκά) — грецька співачка.

## Творча біографія
1982 року народилася в Салоніках у родині професійних співаків Александроса та Ірини. Згодом батьки разом зі старшим братом Периклом перевезли її до Сікії, Халкідіки, де Паола провела дитинство. У 19 років вона вступила в шлюб та народила доньку.
Перший професійний концерт Паола дала у 18 років, перший студійний альбом вийшов 2005 року під назвою «Αθόρυβα». Кілька пісень для Паоли написав Стаматіс Гонідіс. 2007 року співпрацювала із Сотісом Воланісом, їх дует «Παππούς Και Γιαγιά» миттєво став популярним і приніс співачці справжнє визнання. Вже у липні 2008 року вийшов другий альбом.
Взимку 2010–2011 року співпрацювала із Йоргосом Мазонакісом, Нікіфоросом і гуртом Vegas в Салоніках. Також співпрацювала із Пеггі Зіна, Христосом Дантісом, Васілісом Каррасом та Нікосом Ікономопулосом.
2012 року популярність співачці повернула спрівпраця із гуртом Stavento над піснею «Πηδάω Τα Κύματα» та сольна композиція «Να Μ'Αφήσεις Ήσυχη Θέλω». У травні 2012 року вийшов новий альбом «Γίνε μαζί μου ένα». Взимку 2012—2013 року Паола виступає поруч з Васілісом Каррасом і Пантелісом Пантелідісом в Teatro Music Hall в Афінах. Співпраця з Пантелідісом на сцені Teatro Music Hall триває і взимку 2013—2014 років.

## Дискографія

### Альбоми
- 2005 — Αθόρυβα
- 2008 — Περάσαμε με κόκκινο
- 2012 — Γίνε μαζί μου ένα (платиновий диск)[6]
- 2013 — Η μόνη αλήθεια[7]
- 2014 — Ερωτικές Ερμηνείες
- 2015 — Κρύβω Αλητεία
- 2018 — Δε Σε Φοβάμαι Ουρανέ

### Колекційний збірник
- 2013 — Best Of (Οι Μεγαλύτερες Επιτυχίες)
- 2014 — Πορτρέτο - Οι Μεγάλες Επιτυχίες
- 2015 — Best Of [2×CD]
- 2016 — Τα Καλύτερα

### Концертні збірки
- 2012 — Bonus Tracks & Live[8]
- 2013 — Live Μετά Τα Μεσάνυχτα
- 2017 — Paola: Live

### Пісні
- 2014 — Έχω Μιά Ζωή
- 2016 — Θυμός
- 2016 — Κρύα Αγκαλιά
- 2017 — Γόρδιος Δεσμός
- 2017 — Για Μένα
- 2018 — Χαρακίρι
- 2018 — Περαστική
- 2019 — Καταστροφή
- 2020 — Φλυτζάνι
- 2020 — Αμετανόητη
- 2021 — Έμαθα Να Μαθαίνω
- 2021 — Καρδιά Αλήτισσα
- 2022 — Να Το Θυμηθείς
- 2023 — Σε Χρειάζομαι

### Дуети
- 2007 — (feat. Сотіс Воланіс) «Παππούς Και Γιαγιά»
- 2012 — (feat. Васіліс Каррас) «Η Αγάπη Είναι Θύελλα»
- 2017 — (feat. Nivo) «Δεν Σε Φοβάμαι Ουρανέ»
- 2018 — (feat. Pyx Lax) «Το Άσπρο Μου Πουκάμισο»

### DVD-диски
- 2006 — Live ‎(DVD-V)

## Нагороди
- 2014 — MAD Video Music Awards: премія за Найкращий танець у відеокліпі (Κράτα Με)[9]